# Белошевац (Крагујевац)
Белошевац је назив за предграђе Крагујевца које је до 1991. постојало као самостално насеље, док данас постоји као месна заједница у Крагујевцу.

## Историја
Белошевац се први пут помиње у Карађорђевом Деловодном протоколу (1813.),  а помиње се и у путопису из 1829. пруског капетана Отоа Дубислава Пирха.
Прва школа у Белошевцу се отвара 1918. у приватној кући, а прва школска зграда се гради 1928. године. Две године пре тога, оснива се и ФК Победа.
Током Другог светског рата, Белошевац је имао више учесника у НОБ-у, и плоча са њиховим именима, као и именима страдалих у рату се налази на основној школи.
Услед непосредне близине града дошло је до великог популационог раста после Другог светског рата и физиономског срастања са Крагујевцем, па је и званично укинут 1991. године као самостално насељено место и припојен Крагујевцу. Градња стамбених објеката током масовног насељавања Белошевца је у том периоду углавном била без плана и дозвола.
Територија катастарске општине Белошевац површине 846 ha на којој се налази атар Белошевца је ушла у састав новоформираних катастарских општина Крагујевац II и Крагујевац III. Насеље од 1971. године има статус градског насеља. Територија данашње месне заједнице Белошевац износи 1568 ha и треба водити рачуна при упоређивању површине и броја становника да месној заједници Белошевац припада и насеље Баљковац. 
Крајем деведесетих, саграђена је и православна црква посвећена Кнезу Лазару, а само финансирање је обављено углавном донацијама самих Белошевчана.
Током 2017. и 2018. велику пажњу медија привукла је серија протеста становника Белошевца против одлуке шумадијског владике Јована да смени локалног белошевачког свештеника Сашу Огњановића.

## Демографија
Број становника по пописима:
- 1948. године: 1.109 становника
- 1953. године: 1.294 становника
- 1961. године: 2.172 становника
- 1971. године: 4.064 становника
- 1981. године: 6.957 становника
- 1991. године: 7.209 становника (месна заједница)
- 2002. године: 7.406 становника (месна заједница)
- 2008. године: 8.140 становника (месна заједница)[11]

## Богомоље
- Црква Светог великомученика Кнеза Лазара (Белошевац)

## Школе
- ОШ Драгиша Луковић Шпанац

## Спортски клубови
- ФК Победа

## Знамените личности
- Ђура Димитријевић, народни херој
- Гидра Бојанић, глумац
- Латинка Перовић, политичарка
- Драгутин Милутиновић, генерал